# Dipteretrum hanstroemi
Dipteretrum hanstroemi är en kackerlacksart som beskrevs av Karlis Princis 1963. Dipteretrum hanstroemi ingår i släktet Dipteretrum och familjen småkackerlackor. Inga underarter finns listade i Catalogue of Life.